# Dècada del 1500 aC
Resum dels esdeveniments de la dècada del 1500 aC:

## Esdeveniments
- 1502 aC Mort de Tuthmosis II i tercera successió complicada en no tenir fills mascles legítims. El seu bastard Tuthmosis III, menor d'edat, es proclamat rei havent de casar amb la seva germana Nefrure, i quedant sota la regència de la reina vídua Hatshepsut, que dominarà la política egípcia dues dècades.
- Vers 1500 aC, mort del rei cassita de Khana i Babilònia, Kashtiliash III; puja al tron el seu germà Ulamburiash, rei del País de la Mar, que reuneix sota el seu ceptre tots els territoris controlats pels cassites
- Vers 1500 aC Regnat de Kibiteshup al regne d'Arrapha o Arrapkha (Arapkha), vassall de Mitanni
- Període de conflictes entre Assíria i Mitanni
- Suposada fundació en aquesta època d'un regne matriarcal anomenat de les Amazones, a la regió de Trebisonda, amb capital a Temiscima; seria un regne d'origen escita o proto-escita; només s'esmenta a fonts gregues que assenyales com a reines a Pintesilea, Hipolita i Antiopa.
- Mercuri a les tombes egípcies
- Inici de la civilització micènica
- Inici de la composició dels Vedes

## Personatges destacats
- Hatshepsut